# 蒙特薩科帕火山
42°11′16″N 2°29′18″E / 42.18778°N 2.48833°E
蒙特薩科帕火山（西班牙語：Volcán Montsacopa），是西班牙的火山，位於該國東北部加泰羅尼亞的赫羅納省，處於奧洛特，海拔高度94米，火山口直徑0.12公里，最近一次火山噴發在11,000年前發生。